# Open 13 2016
Open 13 Provence 2016 byl tenisový turnaj pořádaný jako součást mužského okruhu ATP World Tour, který se hrál v hale Palais des Sports na krytých dvorcích s tvrdým povrchem. Konal se mezi 15. až 21. únorem 2016 v jihofrancouzském Marseille jako dvacátý třetí ročník turnaje.
Turnaj s rozpočtem 665 910 eur, a prize money 596 790 eur, patřil do kategorie ATP World Tour 250. Roli nejvýše nasazeného hráče ve dvouhře plnil čtvrtý hráč světa Stan Wawrinka ze Švýcarska, který prohrál ve čtvrtfinále s Benoîtem Pairem. Posledním přímým účastníkem v hlavní singlové soutěži se stal 81. lotyšský hráč žebříčku Ernests Gulbis.
Singlový titul získal Australan Nick Kyrgios, jenž tak zaznamenal premiérový triumf na okruhu ATP a deblovou soutěž vyhrála chorvatsko-novozélandská dvojice Mate Pavić a Michael Venus, pro něž to byla čtvrtá společná trofej na okruhu ATP Tour.

## Rozdělení bodů a finančních odměn

### Rozdělení bodů
| Soutěž  | vítězové | finalisté | semifinalisté | čtvrtfinalisté | 16 v kole | 32 v kole | Q  | Q3 | Q2 | Q1 |
| ------- | -------- | --------- | ------------- | -------------- | --------- | --------- | -- | -- | -- | -- |
| dvouhra | 250      | 150       | 90            | 45             | 20        | 0         | 12 | 6  | 0  | 0  |
| čtyřhra | 250      | 150       | 90            | 45             | 0         |           |    |    |    |    |

### Finanční odměny
| Soutěž                              | vítězové | finalisté | semifinalisté | čtvrtfinalisté | 16 v kole | 32 v kole |
| ----------------------------------- | -------- | --------- | ------------- | -------------- | --------- | --------- |
| dvouhra                             | $106 750 | $55 920   | $30 290       | $17 260        | $10 170   | $5 840    |
| čtyřhra                             | $32 250  | $16 960   | $9 190        | $5 260         | $3 080    |           |
| částka ve čtyřhře je uvedena na pár |          |           |               |                |           |           |

## Mužská dvouhra

### Nasazení
| Stát                         | Hráč            | ATP | Nasazení |
| ---------------------------- | --------------- | --- | -------- |
| Švýcarsko                    | Stan Wawrinka   | 4.  | 1.       |
| Česko                        | Tomáš Berdych   | 8.  | 2.       |
| Francie                      | Richard Gasquet | 10. | 3.       |
| Chorvatsko                   | Marin Čilić     | 13. | 4.       |
| Francie                      | Gilles Simon    | 15. | 5.       |
| Belgie                       | David Goffin    | 16. | 6.       |
| Francie                      | Gaël Monfils    | 18. | 7.       |
| Francie                      | Benoît Paire    | 21. | 8.       |
| Žebříček ATP k 8. únoru 2016 |                 |     |          |

### Jiné formy účasti
Následující hráči obdrželi divokou kartu do hlavní soutěže:
- Quentin Halys
- Ramkumar Ramanathan
- Alexander Zverev

Následující hráči postoupili z kvalifikace:
- Julien Benneteau
- Kenny de Schepper
- Vincent Millot
- Mischa Zverev

Následující hráč postoupil do hlavní soutěže jako tzv. šťastný poražený:
- David Guez[1]

### Odhlášení
před zahájením turnaje
- Borna Ćorić → nahradil jej Lucas Pouille
- Jerzy Janowicz → nahradil jej Nicolas Mahut
- Gaël Monfils (poranění pravé dolní končetiny) → nahradil jej David Guez

### Skrečování
- Mischa Zverev (poranění krku)

## Mužská čtyřhra

### Nasazení
| Stát                                                                                  | Hráč            | Stát        | Hráč             | ATP  | Nasazení |
| ------------------------------------------------------------------------------------- | --------------- | ----------- | ---------------- | ---- | -------- |
| Španělsko                                                                             | Feliciano López | Španělsko   | Marc López       | 72.  | 1.       |
| Chorvatsko                                                                            | Mate Pavić      | Nový Zéland | Michael Venus    | 82.  | 2.       |
| Francie                                                                               | Nicolas Mahut   | Francie     | Lucas Pouille    | 97.  | 3.       |
| Nizozemsko                                                                            | Wesley Koolhof  | Nizozemsko  | Matwé Middelkoop | 103. | 4.       |
| Žebříček ATP k 8. únoru 2016; číslo je součtem žebříčkového postavení obou členů páru |                 |             |                  |      |          |

### Jiné formy účasti
Následující páry obdržely divokou kartu do hlavní soutěže:
- Julien Benneteau /  Édouard Roger-Vasselin
- Hsieh Cheng-peng /  Yi Chu-huan

Následující pár nastoupil z pozice náhradníka:
- David Guez /  Benoît Paire[2]

### Odhlášení
před zahájením turnaje
- Julien Benneteau (poranění pravé dolní končetiny)[2]

v průběhu turnaje
- Lucas Pouille (bronchitida)[2]

## Přehled finále

### Mužská dvouhra
- Nick Kyrgios vs.  Marin Čilić, 6–2, 7–6(7–3)

### Mužská čtyřhra
- Mate Pavić /  Michael Venus vs.  Jonatan Erlich /  Colin Fleming, 6–2, 6–3